# Federico Callori di Vignale
Federico Callori di Vignale (ur. 15 grudnia 1890 w Vignale Monferrato, zm. 10 sierpnia 1971 w Watykanie) – włoski duchowny katolicki, kardynał.

## Życiorys
Pochodził z rodu szlacheckiego. Ukończył studia na Uniwersytecie Gregoriańskim w Rzymie, a także Papieską Akademię Kościelna. Święcenia kapłańskie otrzymał 16 grudnia 1917 roku. W latach 1917–1958 pracował duszpastersko w diecezji rzymskiej. Od roku 1935 kanonik patriarchalnej bazyliki watykańskiej. W tym samym roku otrzymał godność prałata domowego Jego Świątobliwości, a następnie infułata. W roku 1950 mianowany pro-prefektem Kamery Apostolskiej. W latach 1958–1965 majordom Pałacu Apostolskiego.
15 lutego 1965 otrzymał nominację na arcybiskupa tytularnego Maiuca. Konsekrowany sześć dni później w bazylice watykańskiej. Obrzędu dokonał kardynał Eugène Tisserant, dziekan Kolegium Kardynalskiego. Dzień po konsekracji otrzymał biret kardynalski i diakonię S. Giovanni Bosco. Umarł w roku 1971 i pochowany został w grobie rodzinnym w Vignale Monferrato.